# Maria Diletta Veronese
Maria Diletta Veronese (Rovigo, 4 novembre 1982) è un'ex rugbista a 15 italiana.

## Biografia
Veronese giunse al rugby relativamente tardi, intorno ai vent'anni, nel 2003, grazie al fidanzato rugbista e, a seguire, a un'allenatrice che la incoraggiò a praticare la disciplina; entrò in quell'anno nel Riviera del Brenta di Mira con cui alla prima stagione vinse subito il titolo di campione d'Italia.
Nella squadra della Laguna rimase sei stagioni con tre scudetti complessivi e la conquista della Nazionale nel 2009.
In quell'anno passò alla costituenda sezione femminile del Valsugana e successivamente, a Bridgend, nell'ultima giornata del Sei Nazioni 2010, fu decisiva nella prima vittoria italiana in casa del Galles, realizzando nei minuti finali una meta che permise alle atlete azzurre di vincere l'incontro 19-15.
Un anno più tardi, a La Spezia, fu di nuovo protagonista contro la stessa avversaria, marcando la meta d'apertura con il quale l'Italia batté le atlete gallesi 12-8.
La sua trentasettesima e ultima partita internazionale coincise di nuovo con una vittoria contro il Galles, a Padova nella giornata finale del Sei Nazioni 2015, benché nell'occasione in un incontro iniziato dalla panchina e senza punti marcati a referto; pochi mesi più tardi, dopo la vittoria del suo quarto scudetto personale, e primo per il Valsugana, si ritirò dall'attività.
È laureata in scenografia all'Accademia di belle arti di Venezia.

## Palmarès
- Campionati italiani: 4
Riviera del Brenta: 2003-04, 2004-05, 2006-07
Valsugana: 2014-15